# Юність (стадіон, Армавір)
Юність — стадіон в місті Армавірі Краснодарського краю, домашня арена Армавірського футбольного клубу «Торпедо». Збудований у 1925 році, вміщує 5000 глядачів. З жовтня 2010 року по нинішній час проводиться масштабна реконструкція спортивної споруди: на стадіоні замінять огорожу, зроблять дренажні канали, оновлять футбольне поле, і спорудять під поверхнею поля систему автополиву .
В даний час на стадіоні «Юність» проводяться змагання по футбол у та легкої атлетики. У 2010 році була кардинально відремонтована бігова доріжка: в ході ремонту старе гумове покриття було зняте, та замінене на асфальтне, після чого зверху постелили резино-каучукове покриття з поліуретановою сполучною основою . Також були встановлені нові потужні освітлювальні прожектори, що дозволило проводити заходи та у вечірній час. Крім того, було встановлено близько 4000 нових пластикових крісел.
Є неонова ілюмінація на вході, спортивна алея слави на зовнішній і внутрішній стінах огорожі.
Розвиток масового спорту в місті поступово виходить на більш високий рівень.
Реконструкцію стадіону «Юність» проводять на кошти, виділені з бюджетів муніципалітету Краснодарського краю. Влада очікує, що оновлення стадіону дасть змогу вивести масовий спорт в місті на більш високий рівень.